# Quang Minh, Bắc Quang
Quang Minh là một xã thuộc huyện Bắc Quang, tỉnh Hà Giang, Việt Nam.

## Địa lý
Xã Quang Minh nằm ở trung tâm huyện Bắc Quang, có vị trí địa lý:
- Phía đông giáp xã Kim Ngọc và xã Vô Điếm
- Phía tây giáp thị trấn Việt Quang
- hía nam giáp xã Hùng An
- Phía bắc giáp xã Việt Vinh.

Xã Quang Minh có diện tích 49,96 km², dân số năm 2019 là 10.122 người, mật độ dân số đạt 203 người/km².

## Lịch sử
Ngày 19 tháng 2 năm 1986, Hội đồng Bộ trưởng ban hành Quyết định số 14/1986/QĐ-HĐBT về việc thành lập thị trấn Việt Quang trên cơ sở điều chỉnh 809 hécta đất với 1.213 nhân khẩu của xã Quang Minh.
Sau khi điều chỉnh, xã Quang Minh có diện tích tự nhiên 937 hécta với 5.389 nhân khẩu.
Ngày 30 tháng 12 năm 2022, UBND tỉnh Hà Giang ban hành Quyết định về việc công nhận xã Quang Minh là đô thị loại V.